# عبد الله بن محمد الخراز
أبو محمد عبد الله بن محمد الخراز أحد علماء أهل السنة والجماعة ومن أعلام التصوّف السني في القرن الرابع الهجري، قال عنه أبو عبد الرحمن السلمي بأنّه: «من كبار مشايخ الرازيين، وهو من الورعين القائلين بالحقّ، والطالبين قوتهم من وجه حلال»، صحب أبا عمران الكبير، ولقي أبا حفص النيسابوري، وأصحاب أبي يزيد البسطامي، وكانوا جميعًا يعظمون شأنه. نشأ بمدينة الري، وجاور بمكة، ومات قبل 310 هـ.

## من أقواله
- الجوع طعام الزاهدين، والذكر طعام العارفين.[3]
- العبارة يعرفهَا العلمَاء والإشارة يعرفهَا الحكماء واللطائف واللطائف يقف عليهَا السَّادة من الشّيوخ.[1]